# Koen Bloemen

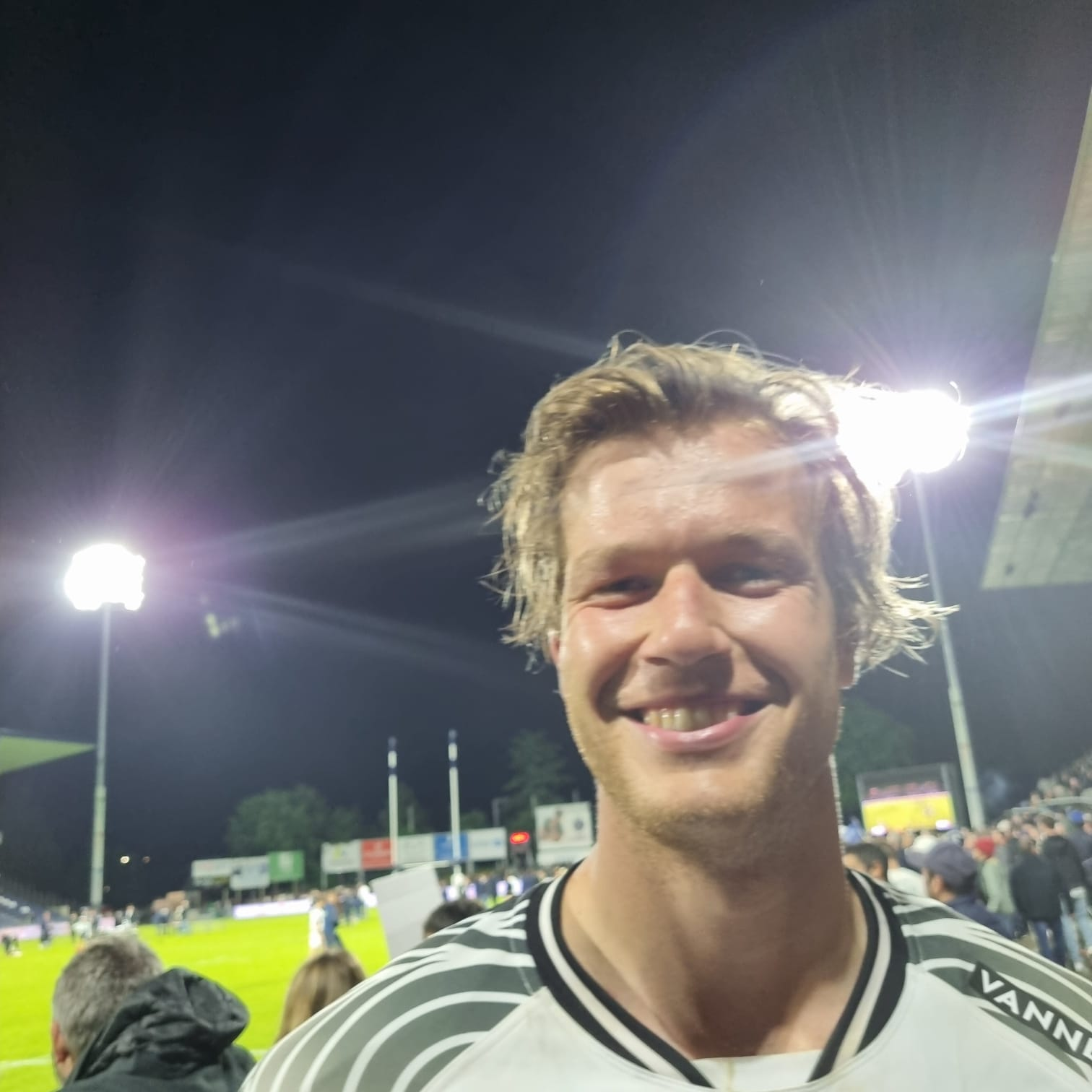
koen na de wedstrijd Agen Vannes 17 mei 2024

Koen Bloemen (Meppel, 13 mei 1998) is een Nederlandse rugbyspeler die uitkomt voor het nationale Nederlands rugbyteam en de Franse Pro D2 Rugbyclub Aurillac waar hij 2e rij-speler is.

## Privé
Bloemen behaalde in 2016 in Nederland zijn havo-diploma op de Topsportschool het Calandlyceum in Amsterdam. In Frankrijk studeert hij anno 2020-2021 online voor zijn vwo-diploma. In 2021 is hij gestart met de studie psychologie.

## Vorming
Bloemen begon met rugby als zevenjarige bij The Big Stones in Havelte. Op 15-jarige leeftijd ging hij naar de Rugby Academy MiddenOost (RAMO) in Hilversum en toen hij zestien was verhuisde hij naar Nationaal Talenten Centrum in Amsterdam, de topsportopleiding van Rugby Nederland.
Bij de jeugd begon hij zijn carrière bij het combinatieteam van Noord Nederland, daarna heeft hij gespeeld bij de jeugd van Rugbyclub Eemland en vervolgens bij Rugby Club 't Gooi, waar hij in 2016 landskampioen werd met de Colts. In dat jaar werd hij uitgeroepen tot jeugdspeler van het jaar en ontving hij de Frans Henrichs Trofee.

## Nationale teams
Koen Bloemen speelde voor Nederland U16, U17, U18 en U20 en maakte tegen Letland op 8 juni 2019 zijn debuut voor het 'grote oranje'. In en tegen Duitsland op 23 november 2019 startte hij voor de eerste keer in de basis. Op 13 november 2021 maakte hij zijn eerste try voor Nederland in de wedstrijd tegen Roemenië. Begin Januari 2024 is Koen Bloemen door de bondscoach van het Nederlands Rugbyteam, Lyn Jones , gevraagd aanvoerder van het team te worden. Op 3 februari 2024 speelde hij, tegen Spanje, zijn eerste wedstrijd als Captain. Ondanks een zeer goede wedstrijd van het team en een try van Koen werd de wedstrijd nipt verloren.

## Clubs
Tijdens het Europees kampioenschap voor U17 in Lissabon (2016) werd Bloemen gescout door de jeugdopleiding van Montpellier HR, in mei 2016 is hij naar Zuid-Frankrijk verhuisd om in Montpellier voor de Espoirs (beloften U23) in de Zuid-Franse stad te gaan spelen. Na zijn voorspoedige herstel na een voetbreuk heeft hij in juni 2019 zijn eerste profcontract getekend bij USBPA in Bourg-en-Bresse, waar hij op de tweede rij speelt. De Club is in juni 2021 landskampioen geworden in hun divisie en is gepromoveerd naar de ProD2, het op één na hoogste niveau in Frankrijk. Ondanks de coronacrisis heeft Bloemen weer een tweejarige contractverlenging gekregen bij zijn huidige club Bourg-enBresse en zal daar spelen tot seizoen 23/24. In april 2024 is Koen aangenomen door Rugbyclub Vannes om het laatste 3 maanden als medical Joker in de proD2 competitie mee te spelen.  Rugbyclub Vannes is begin juni 2024 kampioen van Frankijk in de Pro D2 geworden, promoveert en speelt volgend jaar in de Top 14. Voor de seizoenen 24/25 en 25/26 is een nieuw contract getekend bij Rugbyclub Aurillac.  